# Лефевр, Антуан
Антуан Лефевр (фр. Antoine Lefèvre; род. 18 февраля 1966, Дюссельдорф) — французский политик, сенатор от департамента Эна, мэр города Лан.

## Биография
Родился 18 февраля 1966 года Дюссельдорфе, Германия.
Дипломированный специалист в области административного права, Антуан Лефевр начал свою профессиональную деятельность в 1992 году в должности поверенного сельскохозяйственной Палаты департамента Эна.
В 1995 году Лефевр вступил в ряды партии Союз за народное движение и впервые был включён в список кандидатов в члены городского совета Лана, возглавляемый мэром Жаном-Клодом Ламаном. В 1999 году он занял пост вице-мэра по вопросам планирования, а после выборов 2001 сменил Ламана на посту мэра Лана - главного города департамента Эна. В 2008 году вновь победил на муниципальных выборах и сохранил пост мэра. С 2010 по 2017 год он занимал пост президента Ассоциации мэров департамента Эна.
В 2004 году Антуан Лефевр был избран в состав регионального совета Пикардии, но 1 октября 2008 года покинул его, так как был избран в Сенат Франции от департамента Эна. В 2004 году он также вошёл в состав национального совета партии Союз за народное движение.
В 2014 году Антуан Лефевр был переизбран мэром и сенатором, но в 2017 году, в соответствии с требованиями с закона о невозможности совмещения мандатов, был вынужден уйти в отставку с поста мэра Лана. В октябре 2020 года он вновь возглавил правый список на выборах в Сенат и в третий раз был избран сенатором.
За время пребывания в Сенате Антуан Лефевр с 2008 по 2014 год был членом комиссии по законодательству, а в 2014 году стал членом комитета по финансам.

## Занимаемые выборные должности
1995 — 1999 — член городского совета Лана 

1999 — 17.03.2001 — вице-мэр города Лан 

18.03.2001 — 30.09.2017 — мэр города Лан

28.03.2004 — 01.10.2008 — член регионального совета Пикардии  

с 01.10.2008 — сенатор от департамента Эна 